# Manuel Cortina y Rodríguez
Manuel Cortina y Rodríguez (1828-1880) fue un diplomático y político español, I marqués de Cortina.

## Trayectoria
Por concesión del rey Amadeo I, con fecha de 1872 y Diploma de 11 de enero de 1873, Manuel Cortina y Rodríguez, ministro plenipotenciario de España en Suiza, recibió el título de I marqués de Cortina, en memoria de su padre Manuel María Cortina y Arenzana (1802-1879), ministro de la Gobernación y abogado.